# Perdita pyrifera
Perdita pyrifera là một loài Hymenoptera trong họ Andrenidae. Loài này được Cockerell mô tả khoa học năm 1925.